# Bronowo (Połczyn-Zdrój)
Bronowo (deutsch Brunow) ist ein Dorf in der polnischen Woiwodschaft Westpommern. Es liegt im Powiat Świdwiński und gehört zur Landgemeinde Połczyn-Zdrój (Bad Polzin).

## Geographische Lage
Bronowo liegt 17 Kilometer südöstlich der Kreisstadt Świdwin (Schivelbein) an einer Nebenstraße, die Połczyn-Zdrój mit Bierzwnica (Reinfeld) und Świdwin verbindet. In der Nähe liegt die früher „Birkenberg“ genannte und mit 193 Metern höchste Erhebung des Kreises Schivelbein. Die nächstgelegene Bahnstation war bis zur Stilllegung der Strecke Świdwin–Połczyn-Zdrój Redło.

## Geschichte
Das kleine hinterpommersche Dorf Brunow war ein Koloniedorf mit Forstgut und kleinen Bauernhöfen im Schivelbeiner Forst. Einst bildete es mit Ritzig (Nowe Resko) eine Enklave zwischen den Kreisen Belgard (Białogard) und Dramburg (Drawsko Pomorskie).
Die Vorwerke von Brunow lagen sehr verstreut: Birkenberg, Flöte, Fuchsberg, Hölle, Immenberg, Ochsenberg, Schulzenberg, Steinkenberg und Stubbenberg. Teilweise reichten sie in den Schivelbeiner Stadtforst. 
Im Jahre 1925 lebten in  Brunow 277 Einwohner in 57 Haushaltungen, 1939 waren es noch 242 in 67 Haushaltungen. 
Bis 1945 war die Gemeinde Brunow ein selbständiger Amts- und  Standesamtsbezirk mit eigener Polizeistation. Amtsgerichtsbezirk war Schivelbein.
Seit Ende des Zweiten Weltkriegs gehört der Ort zu Polen und ist heute Ortsteil der Landgemeinde Połczyn-Zdrój.

## Kirche
Kirchlich gehörte Brunow bis 1945 zur Kirchengemeinde Reinfeld (Bierzwnica) im gleichnamigen Kirchspiel des Kirchenkreises Schivelbein. Damit war es der Kirchenprovinz Pommern in der evangelischen Kirche der Altpreußischen Union zugeordnet. Letzter deutscher Pfarrer war Friedrich Gehrmann. 
Heute liegt Bronowo im Kirchenbezirk Koszalin (Köslin) der Diözese Pommern-Großpolen der Evangelisch-Augsburgischen Kirche in Polen.

## Schule
In Brunow gab es eine einklassige Volksschule, die zuletzt von Lehrer Max Palmstedt geleitet wurde.

## Persönlichkeiten
- Tola Mankiewiczówna (1900–1985), Sängerin und Schauspielerin